# Tadea de Austria
Tadea de Austria (Bolonia, 23 de enero de 1523) fue la tercera hija ilegítima del emperador Carlos V (Carlos I de España).

## Biografía
La madre fue la italiana Ursulina della Penna (n. Bolonia, 1500), u Orsolina según el idioma, conocida como “la bella de Perugia”, o la hermosa "Pennina", que acompañaba a su marido, Valentino de’Cancellieri, en la corte de Bruselas. Enviudó en 1522 en el mismo Bruselas, y el Emperador se interesó por ella. De la relación nació unos meses después Tadea de Austria, ya en tierras italianas. Se hizo cargo de la niña Juana de Borgoña, nodriza y mujer de confianza.
El Emperador mostró interés por la niña en múltiples ocasiones documentadas, sobre todo en su estancia en Roma durante 1536, justo después de su victoria en la toma de Túnez.
Tadea se casó con un italiano de nombre Sinibaldo Copeschi di Montefalcone. Cuando el Emperador tuvo noticias de ello, además de 3.000 escudos, le dio una fuerte reprimenda por haberlo hecho sin su consentimiento, aspecto que demuestra la preocupación por su hija.
Muy pronto debió de perder a su madre (parece ser que envenenada) y a su marido. A partir de aquí se sabe bien poco, sólo que vivió en Roma llevando una vida muy recatada, salvo por los problemas que le debieron de ocasionar sus hermanos (en realidad, hermanastros), que eran broncos y violentos.
Lo último que se conoce sobre ella es que en 1562 envió un mensajero a su medio hermano, Felipe II, para que le reconociese como hija del Emperador.
Parece ser que vivió en Roma hasta su muerte. Se desconoce la fecha de su muerte. Algunas fuentes indican la última fecha en que se tuvo noticia de ella, es decir, c. 1562.